# Whitney Houston
Whitney Elizabeth Houston (Newark, Nueva Jersey, 9 de agosto de 1963-Beverly Hills, California, 11 de febrero de 2012) fue una cantante, compositora, productora discográfica, actriz, empresaria y modelo estadounidense. Apodada «la Voz», es una de las artistas musicales más vendidas de todos los tiempos, con más de 240 millones de producciones musicales en todo el mundo. En 2023, Rolling Stone la nombró la segunda mejor cantante de todos los tiempos.
Houston influyó en muchos cantantes de música popular y era conocida por su voz poderosa y conmovedora, sus habilidades de improvisación vocal y el uso de técnicas de canto góspel en la música pop.
Tuvo once sencillos número uno en el Billboard Hot 100 y es la única artista que tiene siete sencillos número uno consecutivos en la lista. Houston logró una mayor popularidad al ingresar a la industria del cine. Sus elogios incluyen ocho premios Grammy, dieciséis Billboard Music Awards, dos premios Emmy y veintiocho Guinness World Records. Las inducciones de Houston incluyen el Salón de la Fama de los Grammy (dos veces), el Salón de la Fama de la Música Rhythm and Blues, el Salón de la Fama del Rock and Roll, el Salón de la Fama de Nueva Jersey y el Registro Nacional de Grabaciones en la Biblioteca del Congreso.
Houston fue influida en el canto por su madre, también cantante. Comenzó a cantar en la iglesia cuando era niña y se convirtió en corista mientras estaba en la escuela secundaria. Fue una de las primeras mujeres negras en aparecer en la portada de Seventeen después de convertirse en modelo adolescente en 1981. Con la guía del presidente de Arista Records, Clive Davis, Houston firmó con el sello a los diecinueve años. Sus dos primeros álbumes de estudio, Whitney Houston (1985) y Whitney (1987), ambos alcanzaron el número uno en el Billboard 200 y se encuentran entre los álbumes más vendidos de todos los tiempos. El tercer álbum de estudio de Houston, I'm Your Baby Tonight (1990), produjo dos sencillos número uno en Billboard Hot 100: la canción principal y «All the Man That I Need».
Houston hizo su debut actoral con la película de suspenso romántico The Bodyguard (1992), que se convirtió en la décima película más taquillera hasta esa fecha a pesar de recibir malas críticas por su guion y actuaciones principales. Grabó seis canciones para la banda sonora de la película, incluida «I Will Always Love You», que ganó el premio Grammy a grabación del año y se convirtió en el sencillo físico más vendido de una mujer en la historia de la música. La banda sonora de The Bodyguard ganó el premio Grammy por Álbum del año y sigue siendo el álbum de bandas sonoras más vendido de todos los tiempos. Houston pasó a protagonizar y grabar bandas sonoras para Waiting to Exhale (1995) y The Preacher's Wife (1996). Houston produjo la banda sonora de este último, que se convirtió en el álbum de góspel más vendido de todos los tiempos. Como productora de cine, produjo películas multiculturales, como Cinderella (1997), y series, como The Princess Diaries y The Cheetah Girls.
El primer álbum de estudio de Houston en ocho años, My Love Is Your Love (1998), generó varios sencillos exitosos, incluida la canción principal, «Heartbreak Hotel» y «It's Not Right but It's Okay». Tras el éxito, renovó su contrato con Arista por cien millones de dólares, uno de los mayores acuerdos discográficos de todos los tiempos. Sin embargo, sus problemas personales comenzaron a ensombrecer su carrera. Su álbum de estudio de 2002, Just Whitney, recibió críticas mixtas, mientras que su consumo de drogas y un tumultuoso matrimonio con el cantante Bobby Brown recibieron una amplia cobertura mediática. Después de un descanso de seis años de la grabación, Houston volvió a la cima de la lista Billboard 200 con su último álbum de estudio, I Look to You (2009). El 11 de febrero de 2012, Houston se ahogó accidentalmente en una bañera en el hotel Beverly Hilton en Beverly Hills, con enfermedades cardíacas y consumo de cocaína como factores contribuyentes. La noticia de su muerte coincidió con los premios Grammy de 2012 (que tuvieron lugar el día siguiente a su muerte) y tuvo cobertura internacional. 
Su vida y carrera fueron dramatizadas en la película biográfica de 2022 I Wanna Dance with Somebody.

## Biografía

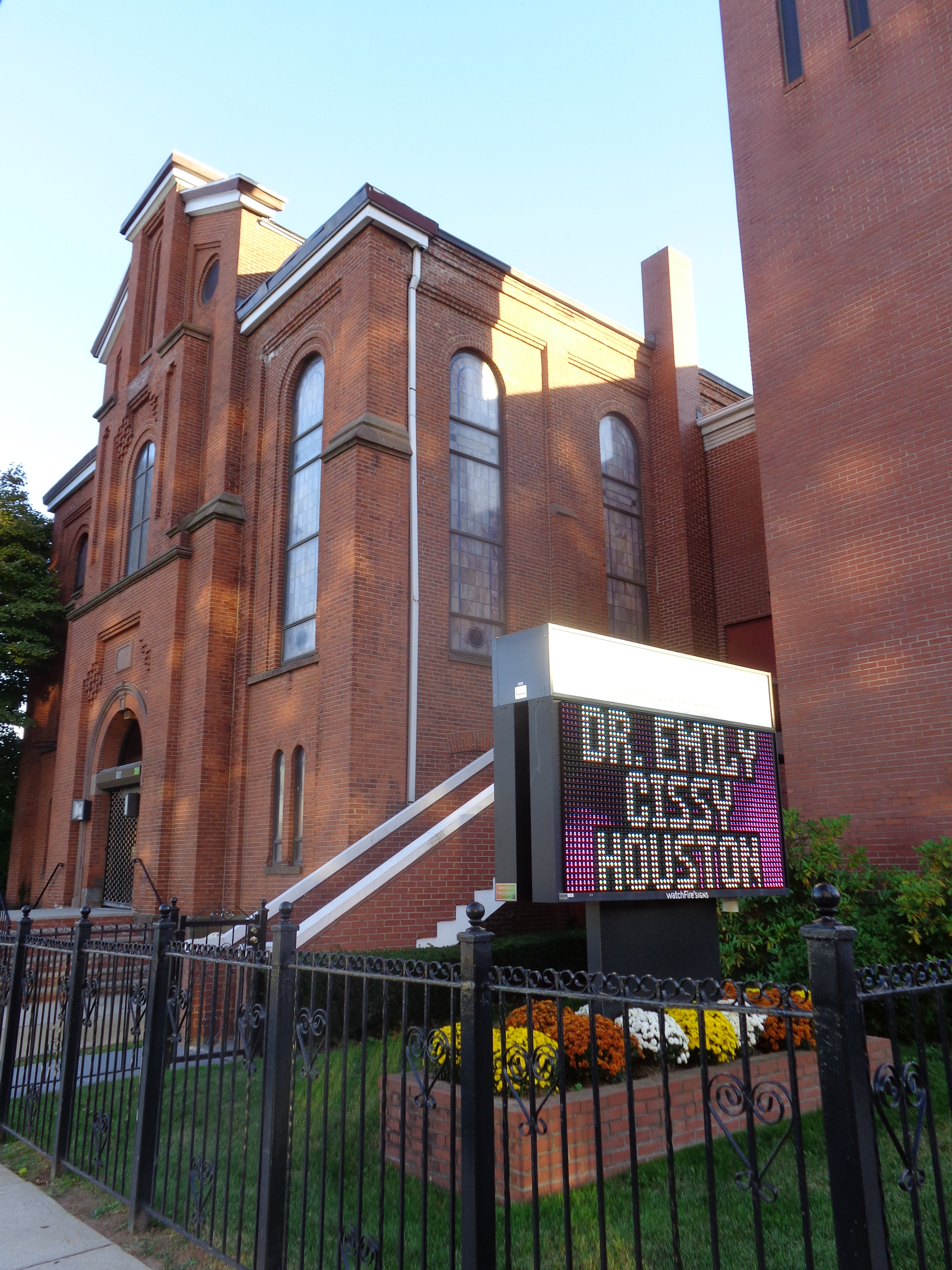
Iglesia Bautista New Hope, donde Houston cantaba en el coro cuando era niña

Whitney Elizabeth Houston nació el 9 de agosto de 1963 en el Newark Beth Israel Hospital (ahora Newark Beth Israel Medical Center) en Newark, Nueva Jersey, hija de Emily «Cissy» (de soltera Drinkard) y John Russell Houston Jr. (1920-2003). La madre de Houston, Cissy, fue una cantante de góspel y soul ganadora de un Grammy, miembro de The Drinkard Singers y fundadora de The Sweet Inspirations, un popular grupo vocal de sesión que grabó coros para artistas como Aretha Franklin, Jimi Hendrix y Elvis Presley. Más tarde, el grupo obtuvo una nominación al Grammy por su éxito «Sweet Inspiration». Más tarde, Cissy dejó Sweet Inspirations para comenzar una carrera en solitario que luego resultó en dos premios Grammy por su trabajo de góspel. Su padre, John, era un exmilitar del ejército que luego se convirtió en administrador y trabajó para el alcalde de Newark, Kenneth A. Gibson.
Sus padres eran ambos afroamericanos. Por parte de su madre, se alegó que Houston tenía ascendencia parcial holandesa y nativa americana. A través de Cissy, Houston era prima hermana de las consumadas cantantes Dionne y Dee Dee Warwick, así como prima lejana de la cantante de ópera Leontyne Price. Aretha Franklin se convirtió en una «tía honoraria», mientras que Darlene Love más tarde se convirtió en la madrina de Houston. A través de su padre, su tatarabuelo Jeremiah Burke Sanderson fue un abolicionista estadounidense y defensor de los derechos civiles y educativos de los estadounidenses negros a mediados del siglo XIX.
 Houston era la hija menor de sus padres. Tenía tres hermanos mayores, el medio hermano paterno John III (1943-2021), el medio hermano materno Gary Garland, exjugador de baloncesto y cantante, y Michael Houston, compositor y gerente de giras.
Más tarde, la familia se mudó a un área suburbana de East Orange tres años después de los disturbios raciales de Newark de 1967. En la misma área, Houston asistiría a la Escuela Primaria Franklin (ahora la Academia de Artes Creativas y Escénicas Whitney E. Houston). Houston fue criada en la fe bautista por sus padres y se unió al coro de la iglesia bautista New Hope en Newark a los cinco años, donde también aprendió a tocar el piano. Houston luego recordó haber estado expuesta a la iglesia pentecostal cercana también. Houston hizo su debut como solista en New Hope cantando el himno «Guide Me O Thou Great Jehovah», a los 12 años. Cuando Houston se convirtió en adolescente, le dijo a su madre que quería seguir una carrera en la música. A lo largo de su adolescencia, Cissy le enseñaría a Houston a cantar. A lo largo de su niñez y adolescencia, Houston fue influenciada por su madre, sus primas Dionne y Dee Dee y cantantes como Aretha Franklin, Chaka Khan, Gladys Knight y Roberta Flack.

### 1983-1991: Primeros años de carrera musical y su salto al estrellato

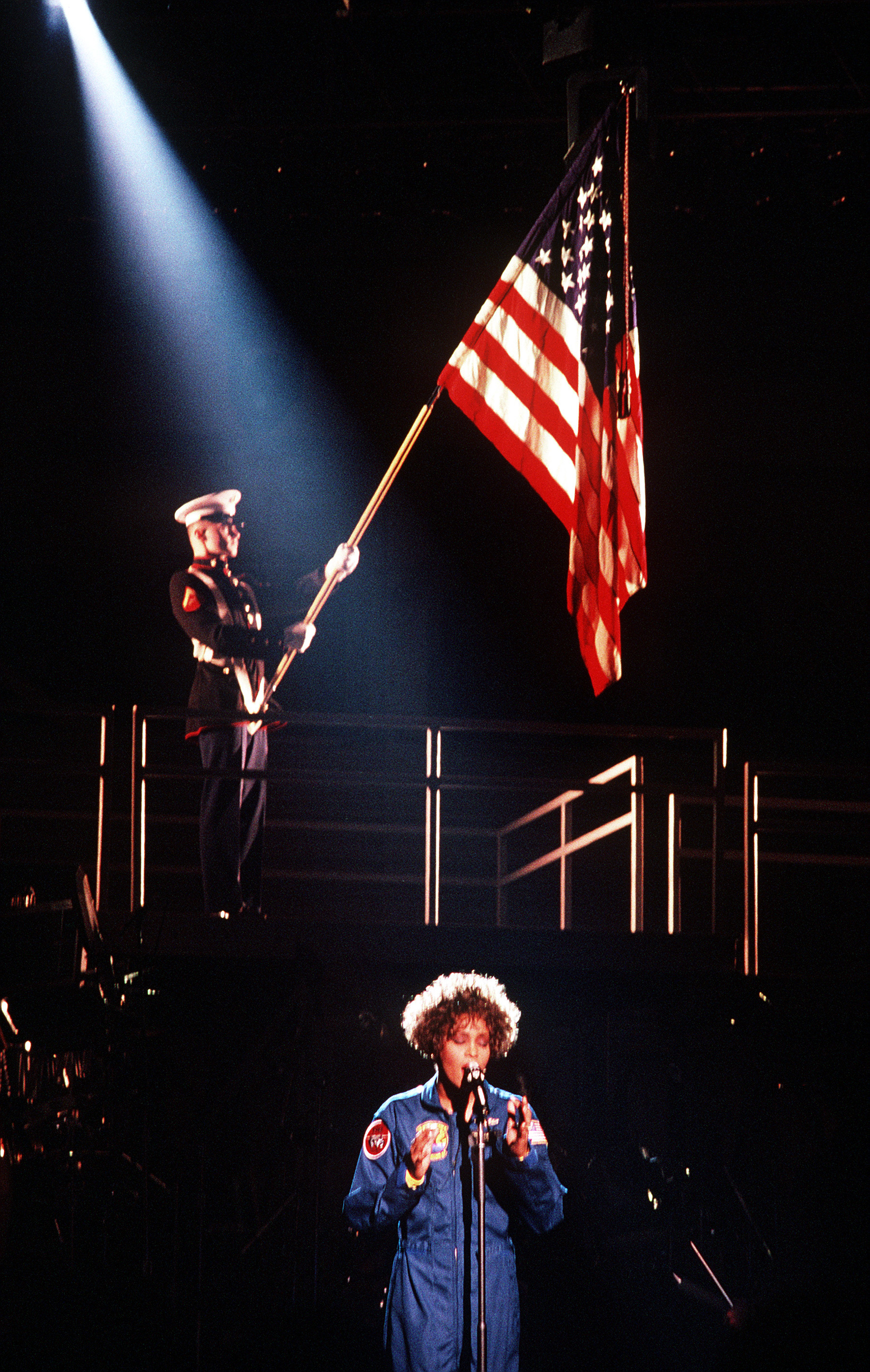
Whitney cantando The Star-Spangled Banner (himno nacional de EE. UU.).

El fundador de Arista Records, Clive Davis, escuchó una actuación de Houston junto a su madre en el club neoyorquino Mikell's en 1983. Entonces el empresario y la artista firmaron un contrato discográfico. Al año siguiente, Houston tuvo su primer éxito comercial con «Hold Me», un dueto con Teddy Pendergrass (el cual fue incluido en el álbum del cantante, Love Language, y después en el primer álbum de Houston). El sencillo alcanzó el puesto 50 en la lista de éxitos pop de los Estados Unidos y el top 5 en la lista de éxitos de R&B. Caso idéntico fue el de «Take Good Care of My Heart», balada R&B, también de 1984, dueto que apareció en el LP Jermaine de Jermaine Jackson y en 1985, en su álbum debut. Durante ese tiempo, decidió presentarse a una prueba para el papel de Sondra Huxtable en The Cosby Show (el cual perdió frente a Sabrina Le Beauf) y apareció como estrella invitada en programas como Gimme a Break y Silver Spoons.
Debutó en 1985 con Whitney Houston, a los 22 años. Su ascenso en las listas de ventas fue promovida por el éxito de sus sencillos como «You Give Good Love», con el que consiguió la posición #3, mientras que «Saving All My Love For You», «How Will I Know» y «Greatest Love Of All» fueron todos ellos #1. En marzo de 1986, Whitney Houston alcanzó el primer lugar de las listas de ventas de discos. El álbum vendió cerca de 25 millones de copias en todo el mundo (13 millones de copias vendidas sólo en los Estados Unidos). El resto del año se embarcó en la gira The Greatest Love, Tour.
En junio de 1987 lanzó Whitney, el cual llegó a ser el primer álbum de una artista femenina en debutar en el puesto número uno en Estados Unidos. El primer sencillo, «I Wanna Dance with Somebody» (originalmente titulado «I'm Gonna Dance With Somebody» en su gira de 1986) subió directo al número uno, junto con los sencillos «Didn't We Almost Have It All», «So Emotional» y «Where Do Broken Hearts Go». Con ello, logró un total de siete números uno consecutivos en los Estados Unidos, superando la marca previa de seis #1 consecutivos compartido por The Beatles y los Bee Gees. Con el sencillo «One Moment in Time», consiguió el #1 en Inglaterra en 1988, además de un nuevo top 5 en su país natal.
El tercer disco de su carrera, I'm Your Baby Tonight, fue lanzado en noviembre de 1990, consiguiendo llegar al puesto #3 en la lista de ventas de la revista estadounidense Billboard. Los primeros dos sencillos; «I'm Your Baby Tonight» y «All The Man That I Need» fueron #1 en los Estados Unidos, proporcionándole un total de nueve #1 en este punto de su carrera. Dos canciones más se añadieron a su colección de sencillos, «Miracle» y «My Name Is Not Susan», logrando el #9 y el #20 respectivamente. Otra canción del álbum, «I Belong To You» también alcanzó repercusión en emisoras urbanas a lo largo del país y subió al #10 en las listas de R&B. El álbum vendió 10 millones de copias a nivel mundial, siendo cuatro millones de éstas en los Estados Unidos. Como siempre después de un lanzamiento de disco, puso en marcha la gira mundial I'm Your Baby Tonight. El álbum consiguió cuatro Billboard Music Award en la ceremonia de 1991.
En enero de 1991, cantó The Star-Spangled Banner (himno de los Estados Unidos), «The Star Spangled Banner», en el Super Bowl XXV (la final de fútbol americano) celebrada en Tampa (Florida). Esta interpretación fue posteriormente grabada como sencillo debido a la demanda popular, alcanzando el #20 en los Estados Unidos, siendo la única versión del himno estadounidense que ha conseguido ser un éxito de ventas, obteniendo disco de platino. Este sencillo también ayudó a recaudar fondos para la Cruz Roja estadounidense en beneficio de los Veteranos de la Guerra del Golfo y sus familias.
En 1989 crea su propia fundación, Whitney Houston Foundation For Children, la cual se ocupa de ayudar a numerosos niños sin hogar, además de ayudar a menores enfermos de cáncer.

### 1992-1997: Consagración e incursión como actriz y bandas sonoras
En 1992 hizo su primera incursión en el cine junto a Kevin Costner en la película El guardaespaldas. Whitney grabó seis nuevas canciones para la banda sonora, incluyendo una versión del tema de Dolly Parton «I Will Always Love You» con la que superó las expectativas. Lanzado como sencillo en noviembre, fue su décimo #1 en los Estados Unidos. llegando a ser el sencillo más vendido de 1992 en el Reino Unido y los Estados Unidos, manteniéndose 10 semanas y 14 semanas respectivamente en ese puesto. Con el tiempo se convirtió en uno de los sencillos más vendidos de la historia. El álbum también incluye «I Have Nothing», escrito por David Foster y Linda Thompson. «I Have Nothing» llegó a ser un súper en ventas en 1993, y fue nominada como mejor canción en los 66.º Premios Óscar. Le siguieron más sencillos exitosos: una versión del «I'm Every Woman» de Chaka Khan, «Run To You» (que también recibiría una nominación para los Premios Óscar a la mejor canción) y «Queen Of The Night», la cual fue coescrita por la propia Whitney. El álbum vendió 45 millones de copias.
El 18 de julio de 1992, Whitney se casó con el cantante Bobby Brown en su estado natal de Nueva Jersey. En marzo de 1993, Whitney dio a luz a una niña, llamada Bobbi Kristina (4 de marzo de 1993 Livingston (Estados Unidos) - 26 de julio de 2015  (22 años) Duluth (Estados Unidos) ), la cual se le puede escuchar junto a su madre en la canción «My Love Is Your Love», en «Little Drummer Boy» del álbum One Wish: The Holiday Album y en el tema «Family Comes First», perteneciente a la banda sonora de la película Daddy's Little Girls.
En 1995 se pone de nuevo delante de las cámaras para rodar Waiting to Exhale (Esperando un respiro), basada en una novela de Terry McMillan sobre las vidas de cuatro mujeres afroamericanas en donde Whitney interpreta a una elegante pero atormentada mujer llamada Savannah. Completan el reparto Angela Bassett, Loretta Devine y Lela Rochon. El director de la película es Forest Whitaker. Se comenzó a rodar en la primavera de 1995, y se estrenó en diciembre alcanzando los US$70 millones de recaudación en taquilla. La banda sonora de Waiting To Exhale incluía 3 nuevas canciones de Whitney; 'Exhale (Shoop Shoop)', 'Count On Me' (dueto con CeCe Winans), la cual fue coescrita por Whitney y Babyface, y 'Why Does It Hurt So Bad'. La banda sonora alcanzó rápidamente el número 1, contabilizando 10 millones de ejemplares despachados. Su primer sencillo, 'Exhale (Shoop Shoop)', fue lanzado el 7 de noviembre de 1995 convirtiéndose en el undécimo y último sencillo #1 de Houston en el Billboard Hot 100. El video fue dirigido también por Whitaker.
Su siguiente película la protagonizó junto a Denzel Washington, siendo un versión de la película clásica de Hollywood The Bishop's Wife acerca de un ángel que baja a la Tierra para ayudar a una familia de la iglesia protestante y acaba por enamorarse de la esposa del pastor. Esta versión se tituló The Preacher's Wife (La Mujer del Predicador). La película, dirigida por Penny Marshall fue estrenada en los Estados Unidos. el 13 de diciembre de 1996 donde recaudó cerca de US$50 millones en taquilla. La banda sonora de The Preacher's Wife fue lanzada un mes antes que la película y se convirtió en el álbum de góspel más vendido de la historia. Whitney es la voz cantante en 14 de las 15 pistas del álbum, incluyendo los éxitos «I Believe In You And Me», y «Step By Step», escrita por Annie Lennox.

### 1997-2002: Madurez, consecuencias del éxito y controversia

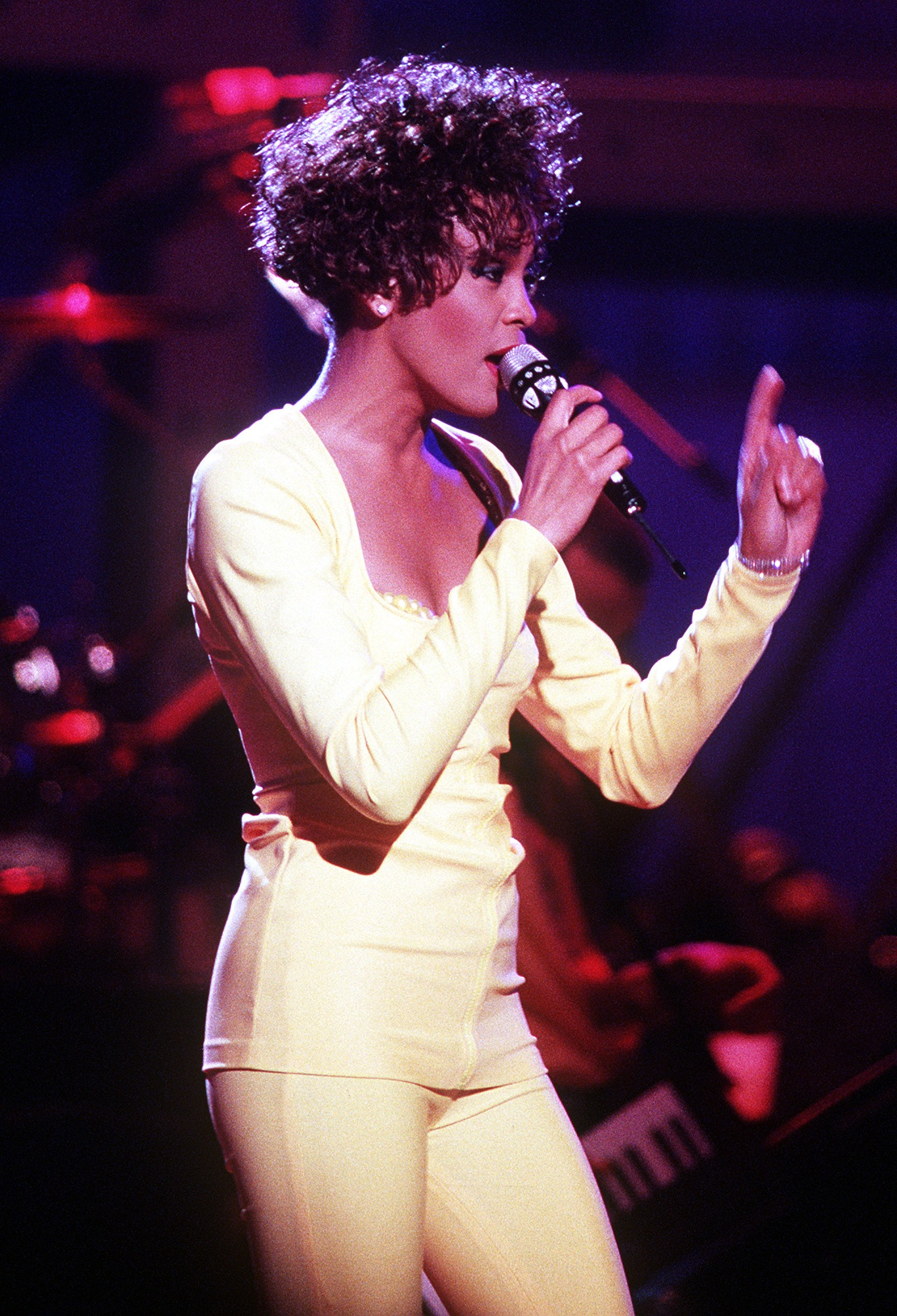
Whitney Houston en 1991.

El siguiente trabajo de Whitney fue el musical para televisión Cinderella, rodada en el verano de 1997. Fue producida por la propia compañía productora de Whitney, Brown House Productions. El programa salió al aire en la American Broadcasting Company (ABC) el 2 de noviembre de 1997. Atrajo a una audiencia de más de 60 millones de norteamericanos (una de las películas de TV más vistas de la historia), cosechando 7 nominaciones a los Premios Emmy. Houston trabajó en el proyecto como productora ejecutiva, el cual protagonizaron Brandy, Whoopi Goldberg y la misma Whitney como Hada Madrina.
En el año 1998 grabó un dueto con Mariah Carey en un estudio de Nueva York, las dos divas cantaron por primera vez juntas una canción titulada «When You Believe» incluida en la banda sonora de la película de animación El príncipe de Egipto, la cual narra la vida de Moisés. La canción fue lanzada en noviembre y ganó el Premio Oscar a la mejor canción en marzo de 1999. Meses después, Houston volvió al estudio para lanzar su primer álbum que no era banda sonora en 8 años, My Love Is Your Love. El álbum consiguió vender cerca de 10 millones de copias en todo el mundo, e hizo ganar a Whitney su sexto Grammy (Best Female R&B Vocal Performance) por el sencillo «It's Not Right But It's Okay» en febrero del 2000. Tres fueron los principales sencillos; «Heartbreak Hotel» —que incluía las voces de Kelly Price y Faith Evans— y que llegó a la segunda posición del Hot 100 de Billboard y a la primera posición de la lista R&B, mientras que los dos siguientes sencillos, «It's Not Right But It's Okay» y «My Love Is Your Love», se convirtieron en sendos Top 5 en América y en conocidos éxitos a nivel internacional.
My Love Is Your Love fue seguido de inmediato con el lanzamiento de Whitney: The Greatest Hits en mayo del 2000. El doble álbum, que incluye los éxitos de Whitney, así como remixes y algunas rarezas, ha vendido 10 millones de copias por todo el mundo hasta la fecha. Además de los clásicos sencillos de su —en aquel entonces— carrera de 15 años, incluyó cuatro temas nuevos. «If I Told You That» a dúo con George Michael y «Could I Have This Kiss Forever» a dúo con Enrique Iglesias. Estos servirían para promocionar su trabajo y se convertirían en sendos Top 10 en Inglaterra, país donde el álbum logró el número uno en la lista de ventas.
Houston lanzó el álbum Just Whitney... en diciembre de 2002, debutando en el #9 de la lista de ventas de Billboard, mientras se encontraba en medio de una etapa turbulenta de su vida, relacionada con supuestos maltratos por parte de su marido y las drogas. La artista reconoció que consumía cocaína, marihuana y probaba varios tipos de drogas. Ese mismo año fue demandada por su propio padre por US$100 millones por una venta de acciones de la empresa del mismo padre. Además, él sostenía que fue su representante durante mucho tiempo y que nunca recibió nada; pero él murió por una enfermedad en medio de la demanda por lo que la demanda fue desestimada ante los tribunales. 
Just Whitney fue certificado disco de platino en los Estados Unidos por la Recording Industry Association of America (RIIA) pocos meses después, y contenía los sencillos «Whatchulookinat», «One Of Those Days», «Try It On My Own» y «Love That Man», tres de los cuales alcanzaron el #1 en la lista de música de baile de Billboard. El álbum ha vendido hasta ahora 2 millones de copias alrededor del mundo.

### 2003-2005:One Wish
Whitney produjo dos nuevos trabajos para Disney en 2003: la película para la televisión The Cheetah Girls (protagonizada por Raven-Symone) y The Princess Diaries 2: Royal Engagement. En noviembre de 2003, vio la luz su sexto proyecto de estudio, un álbum navideño titulado One Wish: The Holiday Album. El álbum consistía en canciones clásicas de la Navidad como «The First Noel», «Deck The Halls/Silent Night», «Little Drummer Boy» (junto a su hija Bobbi Kristina), y una versión de la canción de Freddie Jackson «One Wish». Obtuvo el disco de oro en los Estados Unidos.
Después de 5 días de estancia en un centro de rehabilitación de drogas en marzo de 2004 —situación que se volvió a repetir en marzo de 2005 durante dos meses—, se embarcó en la gira internacional Soul Divas con Natalie Cole y Dionne Warwick —que se prolongó durante todo ese verano—. El 14 de septiembre de 2004, hizo una interpretación de «I Believe In You And Me» y «I Will Always Love You» en los World Music Awards, como tributo a su productor (y viejo amigo), Clive Davis. Más recientemente los televidentes norteamericanos tuvieron oportunidad de ver a Whitney en el programa de televisión de su marido Being Bobby Brown, que es un reality show que se desarrolla en el hogar familiar del matrimonio y basado en su vida cotidiana.

### 2006-2012: Retorno a la música

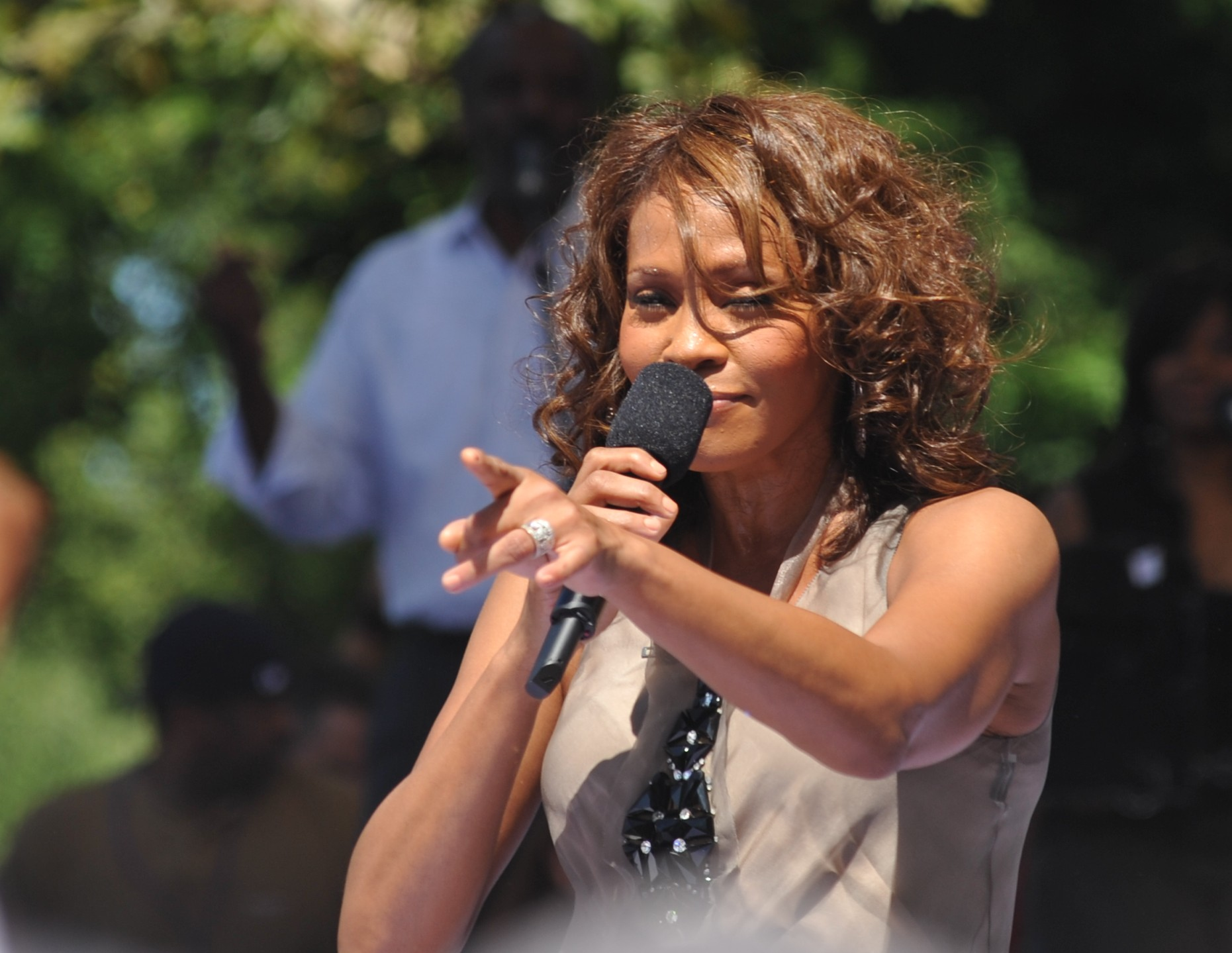
En un concierto en Central Park (Nueva York), en 2009.

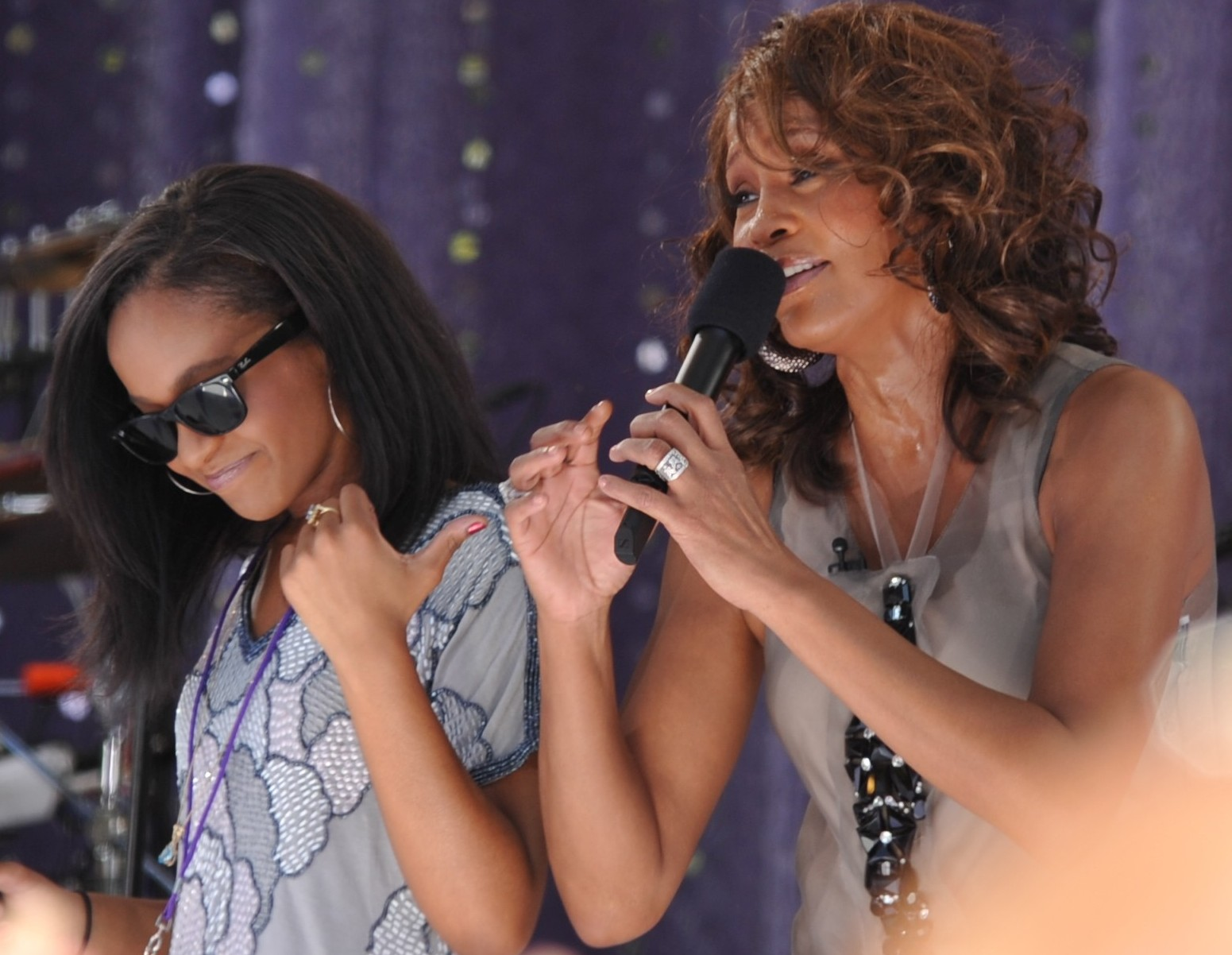
Whitney Houston y su hija Bobbi Kristina Brown en 2009.

En septiembre de 2006 la carrera y la vida de Whitney da cara a la opinión pública con un giro radical. Después de especulaciones sobre su recaída en las drogas, Whitney reaparece junto a Clive Davis. Los representantes de la artista confirmaron la separación del matrimonio Brown-Houston, que posteriormente concluyó en divorcio el 24 de abril de 2007, obteniendo ella la custodia de su hija. Clive Davis afirmó que Whitney iniciaría la grabación de un nuevo disco.
En octubre de 2007 se puso a la venta el recopilatorio Whitney Houston: The Ultimate Collection que actualmente acumula ventas de más de dos millones de copias mundiales. En febrero de 2009, en la gala pre-Grammy ofreció un mini-concierto al final de la velada. Al día siguiente, durante la ceremonia de entrega de los premios Grammy, apareció para entregar el premio al Mejor Álbum de R&B, que fue a parar a manos de la artista Jennifer Hudson.
Finalmente el nuevo disco, titulado I Look to You salió a la venta el 1 de septiembre de 2009, debutando en el #1 de la lista estadounidense con 300,000 copias vendidas en su primera semana. Entre los colaboradores del álbum están los compositores y productores Alicia Keys, Diane Warren, Stargate, R Kelly y Akon, que canta a dúo con Whitney Houston la canción «Like I Never Left». El disco debutó en la primera posición de varios países como Italia, Alemania y Suiza. En el Reino Unido alcanzó el tercer lugar en ventas y fue certificado con disco de oro pocas semanas después. En su país natal ha sido certificado Platino por ventas superiores a un millón, y la canción «Million Dollar Bill» alcanzó el #1 del Billboard US Dance chart.
Para este mismo año, la cantante inició su gira mundial llamada «Nothing but love Tour» en Moscú, la cual concluyó en Finlandia en junio de 2010. Además fue galardonada en los American Music Awards donde también interpretó «I didn't know my own strength».
En el mes de octubre de 2010 se dejó ver en un homenaje a Alicia Keys, autora de uno de sus temas en «Million Dollar Bill». Este nuevo trabajo es una versión de la película Sparkle que se rodó principalmente en Detroit. Se trata de un drama musical que apareció en pantallas en agosto de 2012.
En 2020, se convirtió en la primera artista afrodescendiente en la historia en alcanzar los 3 discos de diamante.

## Muerte y funeral

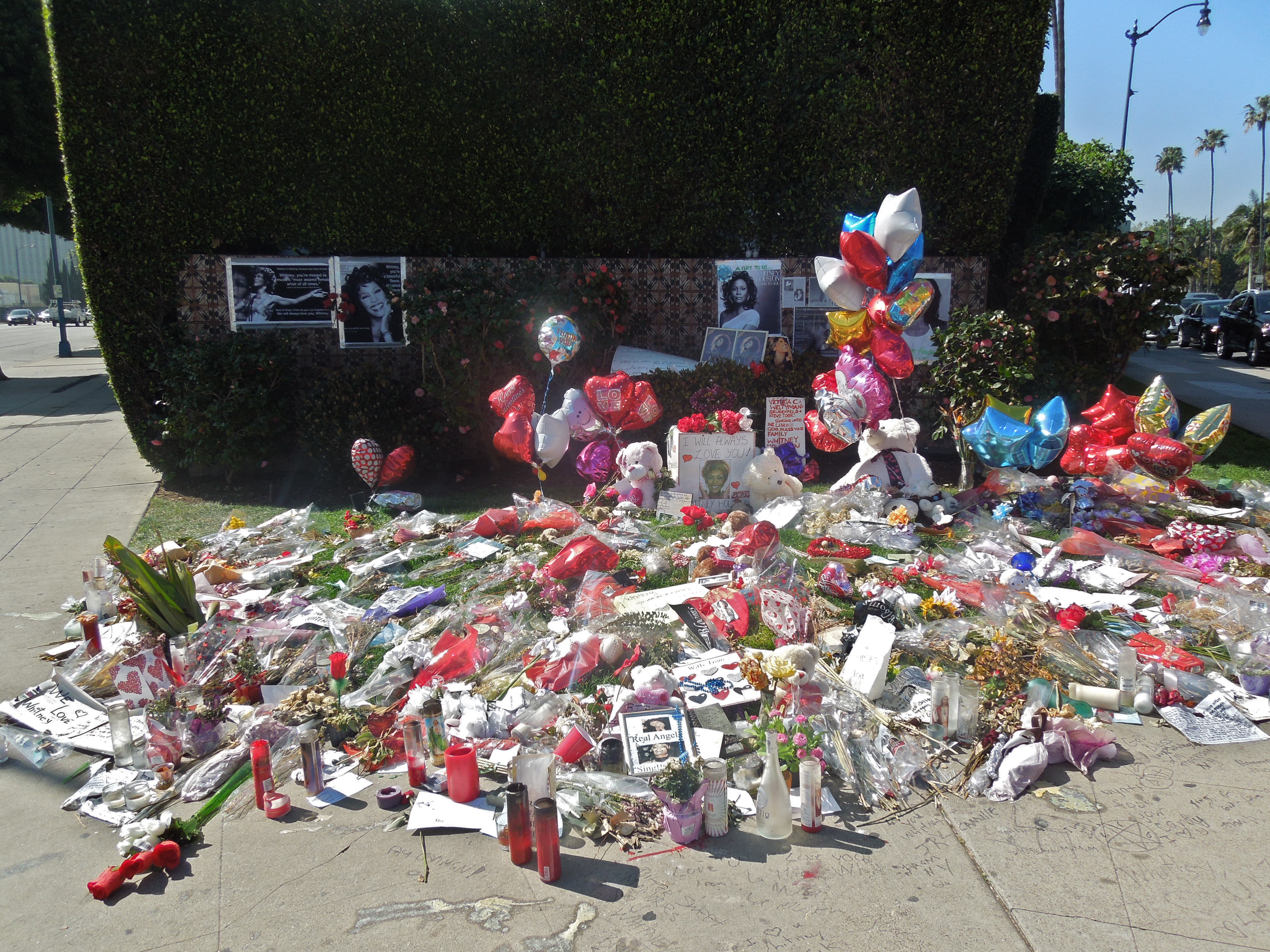
Flores cerca del Beverly Hilton Hotel.

El 9 de febrero de 2012, se reunió con las cantantes Brandy Norwood y Monica Arnold, junto con su productor Clive Davis, para realizar sus ensayos para la fiesta previa de los Premios Grammy 2012. Ese mismo día, dio su última interpretación pública, cuando se unió a Kelly Price en el escenario y cantaron juntas «Jesus Loves Me», durante la fiesta.
Dos días después, el 11 de febrero de 2012 falleció a la edad de 48 años en un hotel de Beverly Hills, Los Ángeles, en lo que inicialmente fue catalogado como fallecimiento por causas desconocidas.
En informaciones posteriores, se comunicó que fue encontrada inconsciente en la bañera de su habitación. Su muerte fue determinada a las 15:55 h (23:55 GMT) del sábado, 12 minutos después de la llamada de sus allegados a los servicios de socorro. Los paramédicos le practicaron maniobras de reanimación cardiopulmonar durante alrededor de 20 minutos, sin lograr ningún resultado.
Mientras tanto, según el sitio TMZ, se aseguró que murió sumergida en su bañera mientras su peluquera y dos guardaespaldas la aguardaban en la habitación del hotel. Según narraron, la cantante tardaba mucho dentro del baño, así que su peluquera decidió entrar y se encontró con Houston boca abajo en la bañera.
Houston tuvo un funeral góspel con una ceremonia multitudinaria y privada el 18 de febrero a las 12 del mediodía (hora del este), en la Iglesia New Hope Baptist en Newark (Nueva Jersey).
Fue sepultada el 19, en el Fairview Cemetery, en Westfield, Nueva Jersey, donde también está enterrado su padre, John Russell Houston, que murió en 2003. La hija de Whitney Houston y Bobby Brown, Bobbi Kristina Brown, falleció el 26 de julio de 2015, después de haber estado en coma inducido durante seis meses. Está enterrada junto a ella.
En un principio se especuló que Whitney se había quedado dormida por los efectos de un calmante en combinación con alcohol, ya que se sabe que consumía habitualmente Xanax para controlar la ansiedad.
Los resultados oficiales de la autopsia se dieron a conocer el 22 de marzo de 2012 y confirmaron algunas hipótesis preliminares. La oficina forense del Condado de Los Ángeles informó que la causa de la muerte de Houston se atribuyó a un ahogamiento accidental en el que se unieron otros factores coadyuvantes, como «los efectos de una enfermedad cardíaca aterosclerótica y el consumo de cocaína». Además, la oficina señaló que la cantidad de cocaína encontrada en el cuerpo de la artista fue inhalada poco antes de su muerte.
Los resultados de toxicología revelaron otros tipos de medicamentos en su sistema: Benadryl, Xanax, cannabis y Flexiril.
La forma de la muerte (muy inusual) fue catalogada como un «accidente» por los médicos. Según el documento forense, se confirmó que los investigadores encontraron en la habitación restos de drogas y utensilios necesarios para consumirlas. Incluso su tabique nasal tenía un agujero producto del uso crónico de cocaína.

## Arte

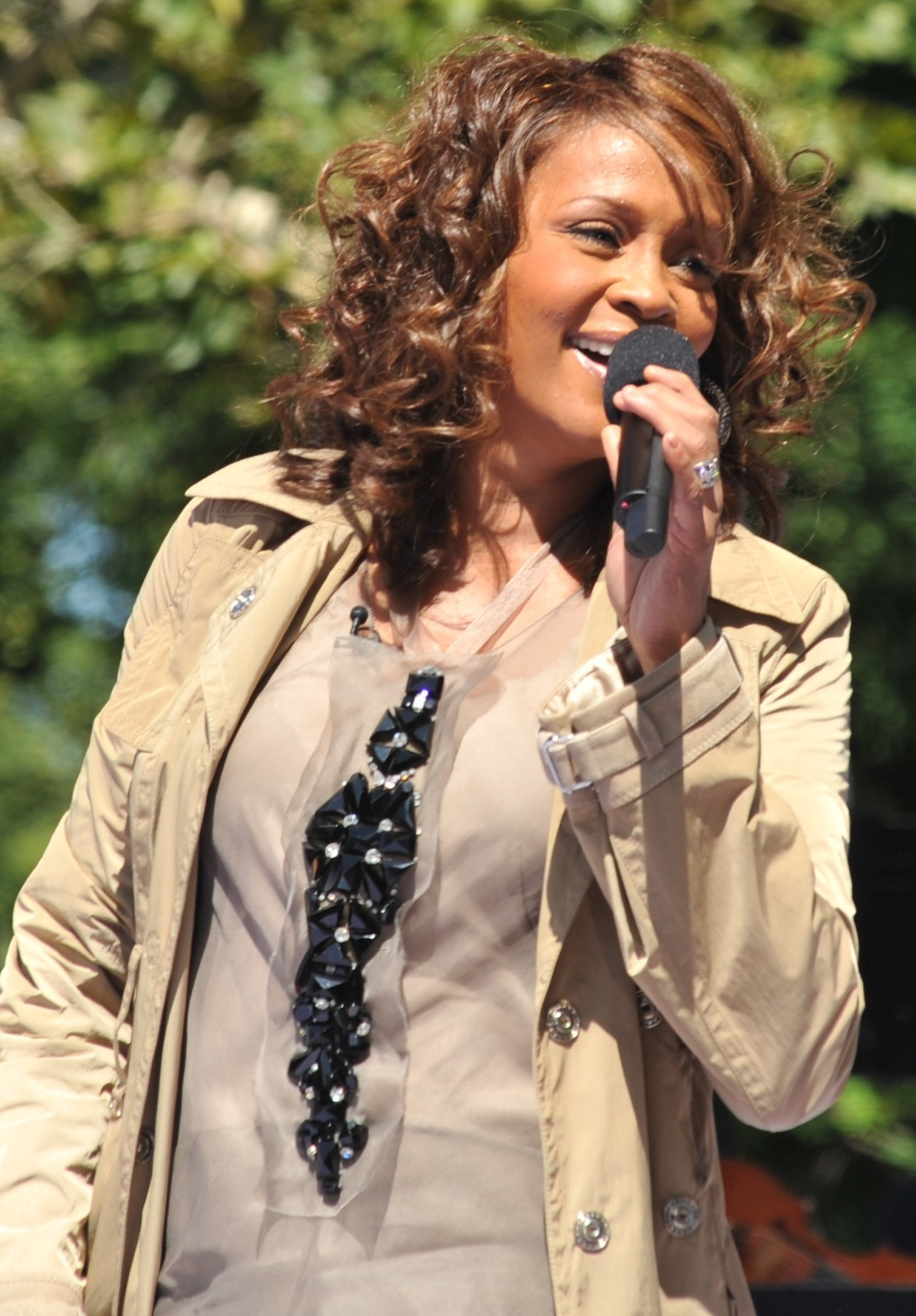
La habilidad vocal de Houston le valió el apodo de «la Voz».

Houston tenía un rango vocal de mezzosoprano, y se la conocía como «la Voz» (The Voice) por su talento vocal. Jon Pareles de The New York Times declaró que Houston «siempre tuvo una gran voz, una maravilla técnica desde sus profundidades aterciopeladas hasta su registro medio balístico y sus alturas sonoras y aireadas». En 2023, Rolling Stone clasificó a Houston como la segunda mejor cantante de todos los tiempos y afirmó: «La abanderada de las voces de R&B, Whitney Houston poseía una soprano que era tan poderosa como tierna. Tome su versión de «I Will Always Love You» de Dolly Parton, que se convirtió en uno de los sencillos definitorios de la década de 1990; se abre con su dulce melancolía, su voz sola suena como si estuviera cambiando la idea de dejar atrás a su amante con el toque más ligero. Al final, se transforma en un escaparate para su registro superior ágil y musculoso; ella canta la frase del título con partes iguales de sentimiento profundo y perfección técnica, convirtiendo las emociones en conflicto en el corazón de la canción en un punto de partida para el próximo paso de su vida».
Matthew Perpetua de Rolling Stone también reconoció la destreza vocal de Houston, enumerando diez actuaciones, incluyendo «How Will I Know» en los MTV VMA de 1986 y «The Star-Spangled Banner» en el Super Bowl de 1991. «Whitney Houston fue bendecida con un rango vocal asombroso y una habilidad técnica extraordinaria, pero lo que realmente la convirtió en una gran cantante fue su capacidad para conectarse con una canción y llevar a casa su drama y emoción con una precisión increíble», afirmó. «Era una intérprete brillante y sus shows en vivo a menudo eclipsaban sus grabaciones de estudio». Según Newsweek, Houston tenía un rango de cuatro octavas.
Elysa Gardner de Los Angeles Times en su reseña de la banda sonora de The Preacher's Wife elogió mucho la capacidad vocal de Houston y comentó: «Ella es, ante todo, una diva del pop, la mejor que tenemos. Ninguna otra estrella pop femenina, no Mariah Carey, no Celine Dion, no Barbra Streisand, rivaliza bastante con Houston en su exquisita fluidez vocal y pureza de tono y su capacidad para infundir una letra con un melodrama fascinante».
La cantante Faith Evans declaró: «Whitney no era solo una cantante con una voz hermosa. Era una verdadera música. Su voz era un instrumento y sabía cómo usarla. Con la misma complejidad que alguien que domina el violín o el piano, Whitney dominó el uso de su voz. Desde cada ejecución hasta cada crescendo, estaba en sintonía con lo que podía hacer con su voz y no es algo simple de lograr para una cantante, incluso una muy talentosa. Whitney es 'la Voz' porque ella trabajó para ello. Esta es alguien que estaba cantando para su madre cuando tenía 14 años en clubes nocturnos de todo el país. Esta es alguien que cantaba para Chaka Khan cuando solo tenía 17 años. Tenía años y años de perfeccionar su oficio en el escenario y en el estudio antes de firmar con un sello discográfico. Viniendo de una familia de cantantes y rodeada de música, prácticamente tenía una educación formal en música, como alguien que podría asistir a una actuación en una escuela secundaria de artes o especialización en canto en la universidad».
Jon Caramanica de The New York Times comentó: «Su voz era limpia y fuerte, sin apenas agallas, muy adecuada para las canciones de amor y aspiración. [...] La suya era una voz de triunfo y logro y se adaptaba a cualquier número de impresionantes interpretaciones vocales que paran el tiempo». Mariah Carey declaró: «Ella [Whitney] tiene un cinturón medio realmente rico y fuerte que muy pocas personas tienen. Suena muy bien, muy fuerte». Mientras que en su reseña de I Look to You, la crítica musical Ann Powers de Los Angeles Times escribe: «[La voz de Houston] se erige como monumentos en el paisaje del pop del siglo XX, definiendo la arquitectura de su época, albergando los sueños de millones y inspirando las carreras de escalada de innumerables imitadores», y agregó: «Cuando estaba en su mejor momento, nada podía igualar a su enorme, limpia y genial mezzosoprano».
Lauren Everitt de BBC News comentó sobre el melisma utilizado en la grabación de Houston y su influencia. «Un 'I' temprano en 'I Will Always Love You' de Whitney Houston tarda casi seis segundos en cantarse. En esos segundos, la ex cantante de gospel convertida en estrella del pop empaqueta una serie de notas diferentes en una sola sílaba», afirmó Everitt. «La técnica se repite a lo largo de la canción, más pronunciadamente en cada 'yo' y 'tú'. La técnica vocal se llama melisma y ha inspirado a una gran cantidad de imitadores. Es posible que otros artistas la hayan usado antes de Houston, pero fue su interpretación de la canción de amor de Dolly Parton que llevó la técnica a la corriente principal en los años 90. [...] Pero quizás lo que Houston clavó mejor fue la moderación». Everitt dijo que «[e]n un clima de programas de telerrealidad llenos de 'canto excesivo', es fácil apreciar la capacidad de Houston para reservar el melisma para el momento adecuado».
Los estilos vocales de Houston han tenido un impacto significativo en la industria de la música. Según Linda Lister en Divafication: The Deification of Modern Female Pop Stars, ha sido llamada la «Reina del pop» por su influencia durante la década de 1990, rivalizando comercialmente con Mariah Carey y Celine Dion. Stephen Holden de The New York Times, en su reseña del concierto Radio City Music Hall de Houston el 20 de julio de 1993, elogió su actitud como cantante y escribió: «Whitney Houston es una de las pocas estrellas pop contemporáneas de las que se podría decir: la voz es suficiente. Si bien casi todos los artistas cuyos álbumes se venden por millones recurren a la bolsa de trucos de un artista, desde contar chistes hasta bailar y pirotecnia de circo, la Sra. Houston preferiría quedarse allí y cantar». Con respecto a su estilo de canto, agregó: «Sus marcas estilísticas [de Houston] -melismas escalofriantes que ondean en medio de una canción, adornos giratorios al final de las frases que sugieren una euforia casi sin aliento- infunden sus interpretaciones con destellos de relámpago musical y emocional».
Houston luchó con problemas vocales en sus últimos años. Gary Catona, un entrenador de voz que comenzó a trabajar con Houston en 2005, declaró: «Cuando comencé a trabajar con ella por primera vez en 2005, había perdido el 99.9% de su voz [...] Apenas podía hablar, y mucho menos cantar. Su estilo de vida la habían dejado casi completamente ronca». Después de la muerte de Houston, Catona afirmó que la voz de Houston alcanzó «alrededor del 75 al 80%» de su capacidad anterior después de haber trabajado con ella. Sin embargo, durante la gira mundial que siguió al lanzamiento de I Look to You, «surgieron videos de YouTube que mostraban la voz de [Houston] quebrada, aparentemente incapaz de mantener las notas por las que era conocida».
En cuanto al estilo musical, las interpretaciones vocales de Houston incorporaron una amplia variedad de géneros, incluyendo R&B, pop, rock, soul, góspel, funk, dance, pop latino, disco, house, hip hop soul, new jack swing, ópera, y Navidad. Los temas líricos de sus grabaciones son principalmente amorosos, sociales, religiosos y feministas. El Salón de la Fama del Rock and Roll declaró: «Su sonido se expandió a través de colaboraciones con una amplia gama de artistas, incluidos Stevie Wonder, Luther Vandross, Babyface, Missy Elliott, Bobby Brown y Mariah Carey». Mientras que AllMusic comentó que, «Houston pudo manejar grandes baladas contemporáneas para adultos, dance-pop elegante y efervescente y soul urbano contemporáneo con la misma destreza».

## Documental
El 27 de abril de 2016, Kevin Macdonald, quien firmó en el pasado trabajos como El último rey de Escocia, anunció que trabajaría con el equipo de producción de la galardonada y controvertida película sobre Amy Winehouse, Amy (2015), en un nuevo documental basado en la vida y la muerte de Houston. Este es el primer documental oficialmente autorizado por la familia que cuenta la auténtica historia sin barniz de la vida de la cantante en una película con acceso a filmaciones caseras nunca antes vistas. La película, titulada Whitney se estrenó en el Festival de Cine de Cannes de 2018.

## Discografía
- 1985: Whitney Houston
- 1987: Whitney
- 1990: I'm Your Baby Tonight
- 1998: My Love Is Your Love
- 2002: Just Whitney...
- 2003: One Wish: The Holiday Album
- 2009: I Look to You

## Filmografía
Cine
- The Bodyguard (El guardaespaldas) (1992)
- Waiting to Exhale (Esperando un respiro) (1995)
- The Preacher's Wife (La mujer del predicador) (1996)
- Sparkle (2012)
- Whitney (2018) (Autobiografia)

Televisión
- Gimme a Break (1984)
- Silver Spoons (1985)
- Cinderella (1997)
- Kids Choice Awards (1997)

Publicidades
- Dr Pepper/Seven Up (1983)
- Coca-Cola (1986 y 1988)
- SANYO (1990)
- AT&T (1994 y 1995)

Productora
- Cinderella (1997) - TV
- Whitney Houston: Fine (2000) - Videoclip
- The Princess Diaries (2001) - Película
- The Cheetah Girls (2003) - TV
- The Princess Diaries 2: Royal Engagement (2004) - Película
- The Cheetah Girls 2 (2004) - TV
- The Cheetah Girls 3 (2006) - TV
- Sparkle (2012) - Película